# Oxytrigona chocoana
Oxytrigona chocoana là một loài Hymenoptera trong họ Apidae. Loài này được Gonzalez & Roubik mô tả khoa học năm 2008.